# Financial Intelligence Unit in Kosovo
Il Financial Intelligence Unit (FIU) è un'istituzione nazionale indipendente di intelligence finanziaria della Repubblica del Kosovo, che opera nell'ambito del Ministero delle Finanze, ed è responsabile per la richiesta,  analisi e comunicazione alle autorità competenti sulla divulgazione di informazioni che riguardano possibile riciclaggio di denaro e il finanziamento del terrorismo.

## Storia
Inizialmente denominato Financial Information Centre, viene creata nel 2004 in Kosovo da militari appartenenti al Corpo della Guardia di Finanza, nell'ambito della Missione delle Nazioni Unite denominata UNMIK, a seguito dell'entrata in vigore della UNMIK Regulation 2004/2.
Essa, regolata dall'Administrative Direction n. 2003/3, è stata voluta dall'allora Rappresentante Speciale del Segretario Generale delle Nazioni Unite Michael Steiner, il quale volle istituire una task force composta da personale particolarmente qualificato nel contrasto alla criminalità economica ed alla corruzione in Kosovo dove, a seguito degli eventi bellici e dei bombardamenti con i quali la NATO aveva cacciato i militari e la polizia serba da quella Regione, era stata insediata un'Amministrazione interinale dell'ONU.
Da allora la FIU ha operato con pieni poteri di polizia giudiziaria e, fino alla fine di giugno del 2007, ha agito alle dipendenze dirette dell'Ufficio del Rappresentante Speciale del Segretario Generale dell'ONU, in attività di indagini di polizia economico-finanziaria, nell'ambito delle quali molti risultati operativi sono stati conseguiti, con il plauso della Comunità internazionale operante nella regione balcanica.
A decorrere dal 1º luglio 2007 la FIU è stata integrata all'interno della componente di polizia della Missione (UNMIK Police) ed inquadrata nel "Crime Pillar", ove l'alta specializzazione dei membri dell'Unità nella repressione dei crimini economico-finanziari ne ha fatto un sicuro punto di riferimento e di ausilio anche per le altre unità inquadrate nella medesima struttura.
La gestione del FIU  sino al 9 dicembre 2008 è stata in capo al personale internazionale della missione dell'ONU. In questo periodo, sotto l'egida delle Nazioni Unite, sono stati siglati alcuni accordi internazionali di scambio informativo con paesi dell'area balcanica quali Albania, Montenegro e Macedonia (FYROM).
A partire da quella data, ovvero dal giorno in cui in Kosovo ha preso il via la missione dell'Unione europea denominata EULEX, funzionari comunitari hanno assunto la responsabilità del Centro, successivamente affidato al ministero delle finanze kosovaro. 
Il board è composto dal ministro dell'Economia e delle Finanze, che lo presiede, dal ministro degli Interni, dal procuratore capo del Kosovo, dal direttore generale della polizia del Kosovo, dal direttore dell'Amministrazione fiscale, dal direttore generale della dogana del Kosovo, e dall'amministratore delegato della Banca centrale della Repubblica del Kosovo.

## Attività
I dati che il Centro analizza sono trasmessi dalle banche, dalle istituzioni finanziarie, dai partiti politici, dalle ONG, dalle imprese, ecc., i quali fanno affluire due generi di flussi di dati: i cosiddetti CTR (Cash Transaction Report, ovvero tutte le transazioni finanziarie superiori al limite di legge) e gli STR (Suspicious Transaction Report, ovvero le transazioni, anche al di sotto del limite di legge, che per modalità, tempi di esecuzione e soggetti coinvolti risultino sospette).
Per verificare il rispetto delle disposizioni di legge da parte dei soggetti obbligati, il FIUha altresì al suo interno una sezione che si occupa di "Compliance Inspections", ovvero di effettuare controlli presso tutti gli "obligors" (soggetti obbligati) onde garantire il regolare flusso informativo.